# 车顺爱
车顺爱（1964年—），吉林安图人，上海交通大学教授，研究领域为无机化学，手性介观结构无机材料。国际介孔材料协会理事、中国化学会会士，中国教育部第六批“长江学者”特聘教授。

## 生平
1984年获得吉林化工学院化学工程系工学学士学位。1990年获得中国科学院长春应化所理学硕士学位。2002年获得横滨国立大学工学部工学博士学位。
1984年至1994年，在吉林化工学院化学工程系任教。1994年至2003年，在日本多个学术机构担任访问学者、研究员等职。2003年至今在上海交通大学化学化工学院化学系担任教授。

## 荣誉与奖项
- 教育部自然科学一等奖[3]
- 国家自然科学杰出青年基金
- 教育部长江特聘教授